# Marawara (distrikt)
Marawara är ett distrikt i Afghanistan. Det ligger i provinsen Kunar, i den östra delen av landet, 190 kilometer öster om huvudstaden Kabul. Administrativ huvudort är Marawara.
Distriktet beräknades år 2022 ha cirka 24 000 invånare.